# Sulya
Sulya is een panchayatdorp in het district Dakshina Kannada van de Indiase staat Karnataka. 

## Demografie
Volgens de Indiase volkstelling van 2001 wonen er 18.026 mensen in Sulya, waarvan 52% mannelijk en 48% vrouwelijk is. De plaats heeft een alfabetiseringsgraad van 79%.